# Wilhelm Dröscher
Wilhelm Dröscher (ur. 7 października 1920 w Kirn, zm. 18 listopada 1977 w Hamburgu) – niemiecki polityk i samorządowiec, parlamentarzysta krajowy i europejski, przewodniczący Konfederacji Partii Socjalistycznych Wspólnoty Europejskiej (Partii Europejskich Socjalistów) (1974–1977).

## Życiorys
Syn ewangelickiego młynarza Wilhelm Dröscher i Żydówki Friedy z domu Suchonitzki. W okresie narodowego socjalizmu uznawany był za pół-Żyda. Po ukończeniu szkoły odbył praktykę handlową, w latach 1953–1957 kształcił się też na kursie w akademii administracyjnej w Nadrenii-Palatynacie. Działał w organizacjach młodzieżowych Jugendbewegung i Deutsches Jungvolk. Przed wojną pracował w kamieniołomie, od 1939 służył w Wehrmachcie. Początkowo niedopuszczany do stanowisk kierowniczych ze względu na pochodzenie, w 1943 awansowany do stopnia oficerskiego za zgodą Adolfa Hitlera (wojnę zakończył w stopniu oberlejtnanta rezerwy). Trzykrotnie ranny, pod koniec wojny trafił do niewoli.
Od 1945 do 1948 pracował w młynie. W 1946 wstąpił do Komunistycznej Partii Niemiec, w 1949 przeszedł do Socjaldemokratycznej Partii Niemiec. Kierował jej strukturami w kilku regionach (m.in. Hesji-Nassau) i landzie Nadrenia-Palatynat (1970–1977), od 1975 był też skarbnikiem federalnych struktur SPD. Od 1974 do śmierci pozostawał pierwszym szefem Partii Europejskich Socjalistów (wówczas pod nazwą Konfederacja Partii Socjalistycznych Wspólnot Europejskich). Zasiadał w radzie miejskiej Kirn (1946–1948) i landtagu Nadrenii-Palatynatu (1955–1957, 1971–1977), dwukrotnie był głównym kandydatem socjaldemokratów w wyborach do landtagu i jeden raz liderem opozycji. Pełnił funkcję burmistrza gminy związkowej Kirn-Land (1949–1967). Od 1957 do 1971 zasiadał w Bundestagu, a od 1965 do 1971 był oddelegowany do Parlamentu Europejskiego.
Był żonaty z Lydią, miał sześcioro dzieci.

## Odznaczenia i upamiętnienie
Za zasługi w trakcie II wojny światowej otrzymał Złoty Krzyż Niemiecki oraz Krzyż Żelazny I i II klasy. Jego imieniem nazwano powiązaną z SPD fundację i nagrodę, został patronem szkoły w Kirn i ulicy w Birkenfeld.